# Ralph Abraham (politico)
Ralph Lee Abraham (Monroe, 16 settembre 1954) è un politico statunitense, membro della Camera dei Rappresentanti per lo stato della Louisiana dal 2015 al 2021.

## Biografia
Nato e cresciuto in Louisiana, dopo gli studi Abraham lavorò come veterinario e successivamente conseguì la laurea in medicina per poi intraprendere la professione di medico di base.
Entrato in politica con il Partito Repubblicano, nel 2014 si candidò alla Camera dei Rappresentanti per il seggio occupato dal compagno di partito Vance McAllister, coinvolto in uno scandalo sessuale. Abraham riuscì a vincere le primarie battendo McAllister e successivamente vinse anche le elezioni generali divenendo deputato.
Riconfermato per altri due mandati, nel 2020 annunciò la propria intenzione di non candidarsi nuovamente per il seggio.
Sposato con Dianne, è padre di tre figli.